# 롤레

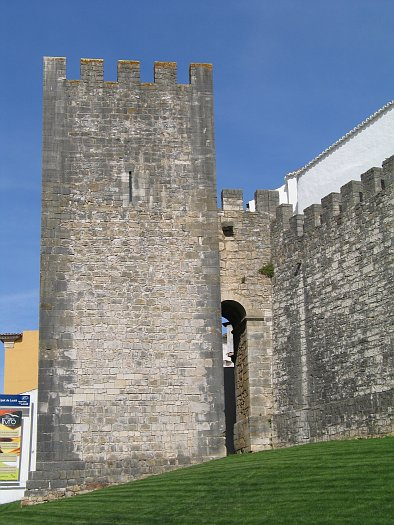
롤레 성

롤레의 위치

롤레(포르투갈어: Loulé)는 포르투갈 알가르브 지방에 위치한 도시로 면적은 764.2km2, 인구는 70,622명, 인구 밀도는 92.3명/km2이다. 자치체는 11개 교구로 구성되어 있으며 행정 구역상으로는 파루 현에 속한다. 시의 공휴일은 주님 승천 대축일이다.

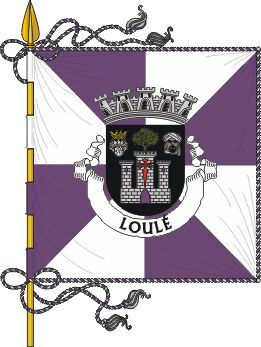
시기
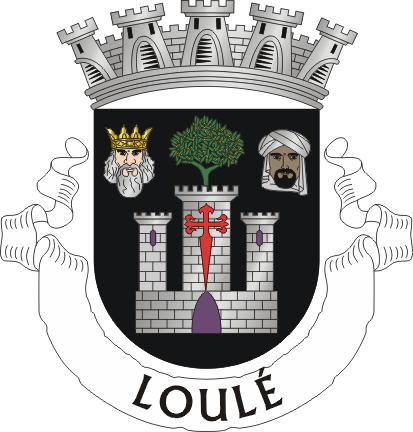
시 문장